# Fucales
Fucales (wrakken) is een orde van bruinwieren.
Bij de Fucales is er geen haploïde fase in de voortplantingscyclus en dus ook geen afwisseling van generaties. De thallus is een sporofyt. De diploïde planten produceren door meiose mannelijke (antheridia) en vrouwelijke (oogonia) gametangia. De gameten komen vrij in het omringende water. Door fusie van twee planktonachtige gameten ontstaat een zygote waarbij de asymmetrische deling een kleine cel genereert die zich ontwikkelt tot een rhizoïde die zich hecht aan het substraat en een grote cel die de thallus produceert.

## Families
- Cystoseiraceae
- Fucaceae
- Himanthaliaceae
- Sargassaceae